# Normanna (Texas)
Normanna è un census-designated place degli Stati Uniti d'America, situato nella contea di Bee dello Stato del Texas. Secondo il censimento effettuato nel 2010, gli abitanti erano 113.

## Geografia fisica
Normanna è situato a 28°31′44″N 97°47′01″W (28.528761, -97.783742), vicino al fiume Medio Creek, 21 miglia (34 km) da Kenedy e nove miglia (14 km) a nord di Beeville.
Secondo lo United States Census Bureau, ha un'area totale di 1,3 miglia quadrate (3,4 km²).

## Clima
Il clima in questa zona è caratterizzato da estati calde e umide e inverni generalmente non troppo rigidi. Secondo la Classificazione dei climi di Köppen, Normanna possiede un clima subtropicale umido, abbreviato in "Cfa" sulle mappe climatiche.

## Storia
La città originaria, denominata San Domingo e posta a circa 3,5 km a ovest dell'odierna località, fu fondata nel 1848 da Ruben Holbien, Mat Nolan, Virginia O'Neal Hernández e John Young nei pressi del torrente San Domingo. Nel 1874 il centro abitato divenne noto come Walton, in onore dello sceriffo D. A. T. Walton, ma vent'anni dopo, a causa dell'esistenza di una città texana omonima, fu ribattezzato Normanna.
Nel 1896 fu costruita la linea ferroviaria che consentì di collegare l'insediamento alle città vicine.

## Società

### Evoluzione demografica
Secondo il censimento del 2000, c'erano 121 persone, 61 nuclei familiari, e 30 famiglie residenti nella città. La densità di popolazione era di 91,1 persone per miglio quadrato (35,1/km²). C'erano 76 unità abitative a una densità media di 57,2 per miglio quadrato (22,1/km²). La composizione etnica della città era formata dall'83,47% di bianchi, il 4,13% di afroamericani, il 12,40% di altre razze. Ispanici o latinos di qualunque razza erano il 42,98% della popolazione.
C'erano 61 nuclei familiari di cui il 24,6% aveva figli di età inferiore ai 18 anni, il 39,3% erano coppie sposate conviventi, l'8,2% aveva un capofamiglia femmina senza marito, e il 49,2% erano non-famiglie. Il 44,3% di tutti i nuclei familiari erano individuali e il 18,0% aveva componenti con un'età di 65 anni o più che vivevano da soli. Il numero di componenti medio di un nucleo familiare era di 1,98 e quello di una famiglia era di 2,84.
La popolazione era composta dal 22,3% di persone sotto i 18 anni, il 5,8% di persone dai 18 ai 24 anni, il 25,6% di persone dai 25 ai 44 anni, il 24,0% di persone dai 45 ai 64 anni, e il 22,3% di persone di 65 anni o più. L'età media era di 41 anni. Per ogni 100 femmine c'erano 101,7 maschi. Per ogni 100 femmine dai 18 anni in giù, c'erano 95,8 maschi.
Il reddito medio di un nucleo familiare era di 19.063 dollari, e quello di una famiglia era di 28.125 dollari. I maschi avevano un reddito medio pro capite di 25.156 dollari contro i 16.250 dollari delle femmine. Il reddito medio pro capite era di 15.954 dollari. C'erano il 6,5% delle famiglie e il 10,0% della popolazione che vivevano sotto la soglia di povertà, incluso il 7,9% di persone sopra i 64 anni.

## Istruzione
L'istruzione pubblica è assicurata dal Pettus Independent School District.